# Europawahl in Spanien 1989
- HB: 1
- PEP: 1
- IP: 1
- PA: 1
- IU: 4
- PSOE: 27
- CDS: 5
- CN: 1
- CiU: 2
- PP: 15
- RM: 2

Ergebnis nach Provinzen

Die Europawahl in Spanien 1989 fand am 15. Juni statt.

## Ergebnis
| Listen                                                     | Listen | Stimmen    | %    | Mandate | +/- |
| ---------------------------------------------------------- | --- | ---------- | ---- | ------- | --- |
|                                                            | Partido Socialista Obrero Español | 6.275.552  | 39,6 | 27      | –1  |
|                                                            | Partido Popular | 3.395.015  | 21,4 | 15      | –2  |
|                                                            | Centro Democrático y Social | 1.133.429  | 7,1  | 5       | –2  |
|                                                            | Izquierda Unida | 961.742    | 6,1  | 4       | +1  |
|                                                            | Convergència i Unió (CDC – UDC) | 666.602    | 4,2  | 2       | –1  |
|                                                            | Agrupación Ruiz-Mateos | 608.560    | 3,8  | 2       | +2  |
|                                                            | Coalición Nacionalista - Eusko Alderdi Jeltzalea-Partido Nacionalista Vasco: 204.219 Stimmen - Agrupaciones Independientes de Canarias: 57.932 Stimmen - Coalición Galega: 28.556 Stimmen - Partido Nacionalista de Castilla y León: 5.081 Stimmen - Wahlbündnis: 7.250 Stimmen | 303.038    | 1,9  | 1       | +1  |
|                                                            | Partido Andalucista | 295.047    | 1,9  | 1       | +1  |
|                                                            | Izquierda de los Pueblos - Euskadiko Ezkerra: 103.283 Stimmen - Partido Socialista Galego-Esquerda Galega: 31.229 Stimmen - Unitat del Poble Valencià: 43.893 Stimmen - Entesa dels Nacionalistes d'Esquerra: 16.032 Stimmen - Asamblea Canaria Nacionalista: 16.553 Stimmen - Chunta Aragonesista: 8.563 Stimmen - Partíu Asturianista: 5.430 Stimmen - Partit Socialista de Mallorca – Partit Socialista de Menorca: 9.923 Stimmen - Wahlbündnis: 55.380 Stimmen | 290.286    | 1,8  | 1       | +1  |
|                                                            | Herri Batasuna | 269.094    | 1,7  | 1       | ±0  |
|                                                            | Por la Europa de los Pueblos - Eusko Alkartasuna: 139.507 Stimmen - Esquerra Republicana de Catalunya: 78.408 Stimmen - Partido Nacionalista Galego – Partido Galeguista: 12.906 Stimmen - Wahlbündnis: 8.088 Stimmen | 238.909    | 1,5  | 1       | ±0  |
|                                                            | Partido de los Trabajadores de España – Unidad Comunista | 197.095    | 1,2  | –       | ±0  |
|                                                            | Los Verdes – Lista Verde | 164.557    | 1,0  | –       | ±0  |
|                                                            | Los Verdes Ecologistas | 161.933    | 1,0  | –       | ±0  |
|                                                            | Federación de Partidos Regionales - Unió Valenciana: 116.575 Stimmen - Extremadura Unida: 11.343 Stimmen - Partido Regionalista de Cantabria: 6.141 Stimmen - Partido Regional de Madrid: 3.538 Stimmen - Partido Riojano Progresista: 2.463 Stimmen - Unión del Pueblo Melillense: 703 Stimmen - Wahlbündnis: 11.072 Stimmen | 151.835    | 1,0  | –       | ±0  |
|                                                            | Partido Comunista de los Pueblos de España | 79.970     | 0,5  | –       | ±0  |
|                                                            | Sonstige < 0,5 % | 465.195    | 2,9  | –       | ±0  |
| Votos en blanco                                            | Votos en blanco | 200.794    | 1,3  | –       | –   |
| Gesamt                                                     | Gesamt | 15.858.653 | 100  | 60      | –   |
|                                                            | |            |      |         |     |
| Ungültige Stimmen                                          | Ungültige Stimmen | 163.623    | 1,0  |         |     |
| Wähler                                                     | Wähler | 16.022.276 | 54,7 |         |     |
| Wahlberechtigte                                            | Wahlberechtigte | 29.283.982 |      |         |     |
|                                                            | |            |      |         |     |
| Quellen: Junta electoral central: Ergebnis – Rektifikation | |            |      |         |     |

- Die institutionelle Website ignoriert einige Korrekturen, die 1990 veröffentlicht wurden.
- Im offiziellen Ergebnis entspricht die Gesamtzahl der gültigen Stimmen nicht der Summe der abgegebenen Stimmen.
- Centro Democrático y Social: im offiziellen Ergebnis ist die Summe der Stimmen nach Provinzen (1.133.929) falsch.

## Fraktionen im Europäischen Parlament
| Liste/Partei                   | Liste/Partei                      | Liste/Partei                      | Liste/Partei                                       | Mandate | Fraktion |
| ------------------------------ | --------------------------------- | --------------------------------- | -------------------------------------------------- | ------- | -------- |
|                                | Partido Socialista Obrero Español | Partido Socialista Obrero Español | Partido Socialista Obrero Español                  | 27 / 60 | SPE      |
|                                | Partido Popular                   | Partido Popular                   | Partido Popular                                    | 15 / 60 | EVP      |
|                                | Centro Democrático y Social       | Centro Democrático y Social       | Centro Democrático y Social                        | 5 / 60  | ELDR     |
|                                | Izquierda Unida                   | Izquierda Unida                   | Izquierda Unida                                    | 4 / 60  | GUE      |
|                                | Convergència i Unió               |                                   | Convergència Democràtica de Catalunya              | 1 / 60  | LDR      |
|                                | Convergència i Unió               | Unió Democràtica de Catalunya     | 1 / 60                                             | EVP     |          |
|                                | Agrupación Ruiz-Mateos            | Agrupación Ruiz-Mateos            | Agrupación Ruiz-Mateos                             | 2 / 60  | NI       |
|                                | Coalición Nacionalista            |                                   | Eusko Alderdi Jeltzalea-Partido Nacionalista Vasco | 1 / 60  | NI       |
|                                | Partido Andalucista               | Partido Andalucista               | Partido Andalucista                                | 1 / 60  | ARC      |
|                                | Izquierda de los Pueblos          |                                   | Euskadiko Ezkerra                                  | 1 / 60  | Grüne    |
|                                | Herri Batasuna                    | Herri Batasuna                    | Herri Batasuna                                     | 1 / 60  | NI       |
|                                | Por la Europa de los Pueblos      |                                   | Eusko Alkartasuna                                  | 1 / 60  | ARC      |
|                                |                                   |                                   |                                                    |         |          |
| Quelle: Europäisches Parlament |                                   |                                   |                                                    |         |          |